# Добровница (Болгария)
Добровница (болг. Добровница) — село в Болгарии. Находится в Пазарджикской области, входит в общину Пазарджик. Население составляет 1 364 человека.

## Политическая ситуация
В местном кметстве Добровница, в состав которого входит Добровница, должность кмета (старосты) исполняет Гурко Георгиев Митев (Болгарская социалистическая партия (БСП)) по результатам выборов правления кметства 2007 года.
Кмет (мэр) общины Пазарджик — Тодор Димитров Попов (независимый)  по результатам выборов 2007 года в правление общины.